# Puchar Polski w piłce siatkowej kobiet (2013/2014)
Puchar Polski w piłce siatkowej kobiet 2013/2014 – 57. sezon rozgrywek o siatkarski Puchar Polski odbywający się od 1932 roku. 

## System rozgrywek
Rozgrywki składały się z pięciu rund wstępnych, ćwierćfinałów i turnieju finałowego. Drużyny, które grają w II lidze rozpoczynają od 1. rundy. Następnie w 3. rundzie do zwycięzców z 2. rundy dojdą drużyny z I ligi, następnie w 6. rundzie rozpoczną rozgrywki drużyny z PlusLigi, które po pierwszej części sezonu zajęły miejsca 5-10. A od ćwierćfinału występować będą drużyny z pierwszej czwórki pierwszej części sezonu zasadniczego. Gospodarzem w rundach wstępnych jest drużyna, która zajęła niższą pozycję w klasyfikacji końcowej lub z niższej ligi. Turniej finałowy odbył się w hali sportowo-widowiskowej KSZO w Ostrowcu Świętokrzyskim.

## Drużyny uczestniczące
| ORLEN Liga 10 drużyn        | ORLEN Liga 10 drużyn |
| --------------------------- | -------------------- |
| BKS Aluprof Bielsko-Biała   | półfinały            |
| Impel Wrocław               | 7. runda             |
| Muszynianka Muszyna         | finał                |
| Tauron MKS Dąbrowa Górnicza | półfinały            |
| Atom Trefl Sopot            | 7. runda             |
| Budowlani Łódź              | 6. runda             |
| KS Pałac Bydgoszcz          | 6. runda             |
| Siódemka Legionowo          | 6. runda             |
| PTPS Piła                   | 7. runda             |
| KPS Chemik Police           | zwycięzca            |

| I liga 10 drużyn                 | I liga 10 drużyn |
| -------------------------------- | ---------------- |
| KS Murowana Goślina              | 4. runda         |
| Wisła Kraków                     | 3. runda         |
| TKS-T Budowlani Budlex Toruń     | 3. runda         |
| MUKS Sparta Warszawa             | 3. runda         |
| AZS KSZO Ostrowiec Świętokrzyski | 6. runda         |
| Silesia Volley I                 | 4. runda         |
| KS DevelopRes Rzeszów            | 7. runda         |
| PWSZ Karpaty Krosno              | 5. runda         |
| Zawisza Sulechów                 | 3. runda         |
| SMS PZPS Sosnowiec               | 5. runda         |

| niższe ligi 5 drużyn   | niższe ligi 5 drużyn |
| ---------------------- | -------------------- |
| E.Leclerc Orzeł Elbląg | 4. runda             |
| UKS Orzeł Malbork      | 3. runda             |
| PSPS Chemik Police II  | 2. runda             |
| PMKS Nike Węgrów       | 4. runda             |
| Ekstrim Gorlice        | 3. runda             |

## Rozgrywki

### 2. runda
| Data       | Drużyna 1        | Wynik | Drużyna 2             | Sety                       |
| ---------- | ---------------- | ----- | --------------------- | -------------------------- |
| 25.09.2013 | Orzeł Malbork    | 3:1   | PSPS Chemik Police II | 15:25, 25:19, 25:22, 25:22 |
|            | Orzeł Elbląg     |       |                       | wolny los                  |
|            | PMKS Nike Węgrów |       |                       | wolny los                  |
|            | Ekstrim Gorlice  |       |                       | wolny los                  |

### 3. runda
| Data       | Drużyna 1                        | Wynik | Drużyna 2             | Sety                       |
| ---------- | -------------------------------- | ----- | --------------------- | -------------------------- |
| 02.10.2013 | Orzeł Elbląg                     | 3:1   | MUKS Sparta Warszawa  | 25:17, 25:19, 20:25, 25:18 |
| 02.10.2013 | PWSZ Karpaty Krosno              | 3:0   | TKS-T Budowlani Toruń | 25:22, 25:14, 29:27        |
| 02.10.2013 | Orzeł Malbork                    | 0:3   | KS Murowana Goślina   | 11:25, 16:25, 12:25        |
| 02.10.2013 | SMS PZPS Sosnowiec               | 3:1   | Wisła Kraków          | 25:23, 19:25, 25:17, 25:17 |
| 02.10.2013 | PMKS Nike Węgrów                 | 3:1   | MLKS Zawisza Sulechów | 25:17, 23:25, 25:23, 25:23 |
| 02.10.2013 | Ekstrim Gorlice                  | 1:3   | KS Developres Rzeszów | 17:25, 29:27, 21:25, 15:25 |
|            | AZS KSZO Ostrowiec Świętokrzyski |       |                       | wolny los                  |
|            | Silesia Volley I                 |       |                       | wolny los                  |

### 4. runda
| Data       | Drużyna 1             | Wynik | Drużyna 2                        | Sety                              |
| ---------- | --------------------- | ----- | -------------------------------- | --------------------------------- |
| 20.11.2013 | Orzeł Elbląg          | 0:3   | AZS KSZO Ostrowiec Świętokrzyski | 21:25, 13:25, 20:25               |
| 20.11.2013 | PWSZ Karpaty Krosno   | 3:0   | KS Murowana Goślina              | 25:19, 25:23, 25:19               |
| 20.11.2013 | PMKS Nike Węgrów      | 1:3   | SMS PZPS Sosnowiec               | 27:29, 20:25, 25:22, 23:25        |
| 20.11.2013 | KS Developres Rzeszów | 3:2   | Silesia Volley I                 | 24:26, 22:25, 25:12, 27:25, 18:16 |

### 5. runda
| Data       | Drużyna 1             | Wynik | Drużyna 2                        | Sety                |
| ---------- | --------------------- | ----- | -------------------------------- | ------------------- |
| 04.12.2013 | PWSZ Karpaty Krosno   | 0:3   | AZS KSZO Ostrowiec Świętokrzyski | 21:25, 19:25, 20:25 |
| 04.12.2013 | KS Developres Rzeszów | 3:0   | SMS PZPS Sosnowiec               | 25:15, 25:23, 25:17 |

### 6. runda
| Data       | Drużyna 1                        | Wynik | Drużyna 2                        | Sety                              |
| ---------- | -------------------------------- | ----- | -------------------------------- | --------------------------------- |
| 23.01.2014 | Pałac Bydgoszcz                  | 3:1   | Developres Rzeszów               | 27:25, 25:23, 24:26, 25:17        |
| 12.02.2014 | Developres Rzeszów               | 3:0   | Pałac Bydgoszcz                  | 25:19, 25:23, 25:13               |
|            |                                  |       |                                  |                                   |
| 28.01.2014 | PTPS Piła                        | 3:0   | Budowlani Łódź                   | 25:16, 25:19, 25:19               |
| 11.02.2014 | Budowlani Łódź                   | 3:2   | PTPS Piła                        | 20:25,26:24, 25:12, 18:25, 15:12  |
|            |                                  |       |                                  |                                   |
| 29.01.2014 | AZS KSZO Ostrowiec Świętokrzyski | 0:3   | Tauron MKS Dąbrowa Górnicza      | 15:25, 18:25, 23:25               |
| 15.02.2014 | Tauron MKS Dąbrowa Górnicza      | 3:0   | AZS KSZO Ostrowiec Świętokrzyski | 25:13, 25:10, 25:19               |
|            |                                  |       |                                  |                                   |
| 18.02.2014 | LTS Legionovia Legionowo         | 0:3   | Muszynianka Muszyna              | 17:25, 16:25, 21:25               |
| 15.02.2014 | Muszynianka Muszyna              | 3:2   | LTS Legionovia Legionowo         | 25:19, 22:25, 25:19, 22:25, 17:15 |

### 7. runda
| Data       | Drużyna 1                          | Wynik | Drużyna 2                          | Sety                              |
| ---------- | ---------------------------------- | ----- | ---------------------------------- | --------------------------------- |
| 19.02.2014 | PGNiG Nafta Piła                   | 0:3   | KPS Chemik Police                  | 13:25, 12:25, 26:28               |
| 23.02.2014 | KPS Chemik Police                  | 3:1   | PGNiG Nafta Piła                   | 25:23, 25:23, 20:25, 25:13        |
|            |                                    |       |                                    |                                   |
| 19.01.2014 | KS Developres Rzeszów              | 3:0   | Aluprof Bielsko-Biała              | 25:22, 25:17, 35:33               |
| 23.02.2014 | Aluprof Bielsko-Biała              | 3:0   | KS Developres Rzeszów              | 25:11, 25:18, 25:21               |
|            |                                    |       |                                    |                                   |
| 19.02.2014 | Tauron MKS Dąbrowa Górnicza        | 3:1   | Impel Wrocław                      | 14:25, 25:16, 25:22, 25:16        |
| 24.02.2014 | Impel Wrocław                      | 3:2   | Tauron MKS Dąbrowa Górnicza        | 23:25, 25:21, 25:17, 23:25, 15:11 |
|            |                                    |       |                                    |                                   |
| 23.02.2014 | Bank BPS Muszynianka Fakro Muszyna | 1:3   | Atom Trefl Sopot                   | 25:23, 13:25, 20:25, 23:25        |
| 26.02.2014 | Atom Trefl Sopot                   | 0:3   | Bank BPS Muszynianka Fakro Muszyna | 22:25, 17:25, 21:25               |

### Półfinały
| Data       | Drużyna 1                   | Wynik | Drużyna 2                          | Sety                              |
| ---------- | --------------------------- | ----- | ---------------------------------- | --------------------------------- |
| 08.03.2014 | KPS Chemik Police           | 3:2   | Aluprof Bielsko-Biała              | 25:14, 24:26, 16:25, 25:18, 15:6  |
| 08.03.2014 | Tauron MKS Dąbrowa Górnicza | 2:3   | Bank BPS Muszynianka Fakro Muszyna | 25:23, 25:22, 20:25, 19:25, 15:17 |

### Finał
| Data       | Drużyna 1         | Wynik | Drużyna 2                          | Sety                |
| ---------- | ----------------- | ----- | ---------------------------------- | ------------------- |
| 09.03.2014 | KPS Chemik Police | 3:0   | Bank BPS Muszynianka Fakro Muszyna | 25:15, 27:25, 25:17 |